# Кабехабль
Кабехабль (рос. Кабехабль; адиг. Къэбэхьабл) — аул Шовгеновського району Адигеї Росії. Входить до складу Хатажукайського сільського поселення.
Населення — 1070 осіб (2015 рік).